# 不丹足球超級聯賽
不丹足球超級聯賽（Bhutan Premier League）是不丹國內最高級別的足球聯賽，成立於2012年，取代了A級聯賽建立成一個真正的全國性比賽，冠軍可獲參加亞足聯挑戰聯賽資格。

## 歷史
2012年，三支位於廷布的A級聯賽球隊及另外三支地區球隊組成了不丹國家足球聯賽，並與可口可乐公司簽下一份三年價值300萬努尔特鲁姆的贊助合約，隨後獲得其它公司如不丹皇家航空贊助。首屆冠軍仍然由廷布球隊，易德津贏得2012/13球季冠軍並獲得40萬努尔特鲁姆獎金，第二名和第三名球隊分別獲得20萬和10萬努尔特鲁姆。2013年萨姆宗足球會退出，使聯賽降至只有5支球隊，而這年烏堅學院作為首支非廷布球隊贏得聯賽冠軍。2014年起冠軍獎由增加至70萬努尔特鲁姆，而第二和第三及球隊獎金亦分別增加至40萬和20萬努尔特鲁姆。由此2014年亞足聯主席盃是最後一屆，因此冠軍球隊沒有獲得參加亞足聯主席盃資格。
2019年，不丹國家足球聯賽更名為不丹超級聯賽，而次級的廷布足球聯賽亦更名為不丹足球甲級聯賽。不丹足球甲級聯賽在2020結束，取而代之是晉級超級聯賽的資格賽。

## 轉播
2022年球季，不丹超級聯賽由壹拾壹體育網進行直播，部份賽事亦由不丹广播公司直播。2023年球季則在国际足球联合会+進行直播，延布地區則可在有線電視服務收看直播。

## 歷屆冠軍
| 球季    | 冠軍         | 亞軍         | 季軍       |
| ------- | ------------ | ------------ | ---------- |
| 2012/13 | 易德津       | 不丹皇家波爾 | 烏堅學院   |
| 2013    | 烏堅學院     | 易德津       | 廷布市     |
| 2014    | 不丹皇家聯隊 | 烏堅學院     | 廷布市     |
| 2015    | 伏藏師       | 廷布足球會   | 廷布市     |
| 2016    | 廷布市       | 不丹皇家聯隊 | 烏堅學院   |
| 2017    | 運輸聯       | 廷布市       | 烏堅學院   |
| 2018    | 運輸聯       | 帕羅         | 廷布市     |
| 2019    | 帕羅         | 運輸聯       | 廷布市     |
| 2020    | 廷布市       | 烏堅學院     | 帕羅       |
| 2021    | 帕羅         | 廷布市       | 運輸聯     |
| 2022    | 帕羅         | 廷布市       | 不丹拉尤爾 |
| 2023    | 帕羅         | 廷布市       | 運輸聯     |
| 2024    | 帕羅         | 運輸聯       | 廷布市     |